# Jama Masjid (Agra)

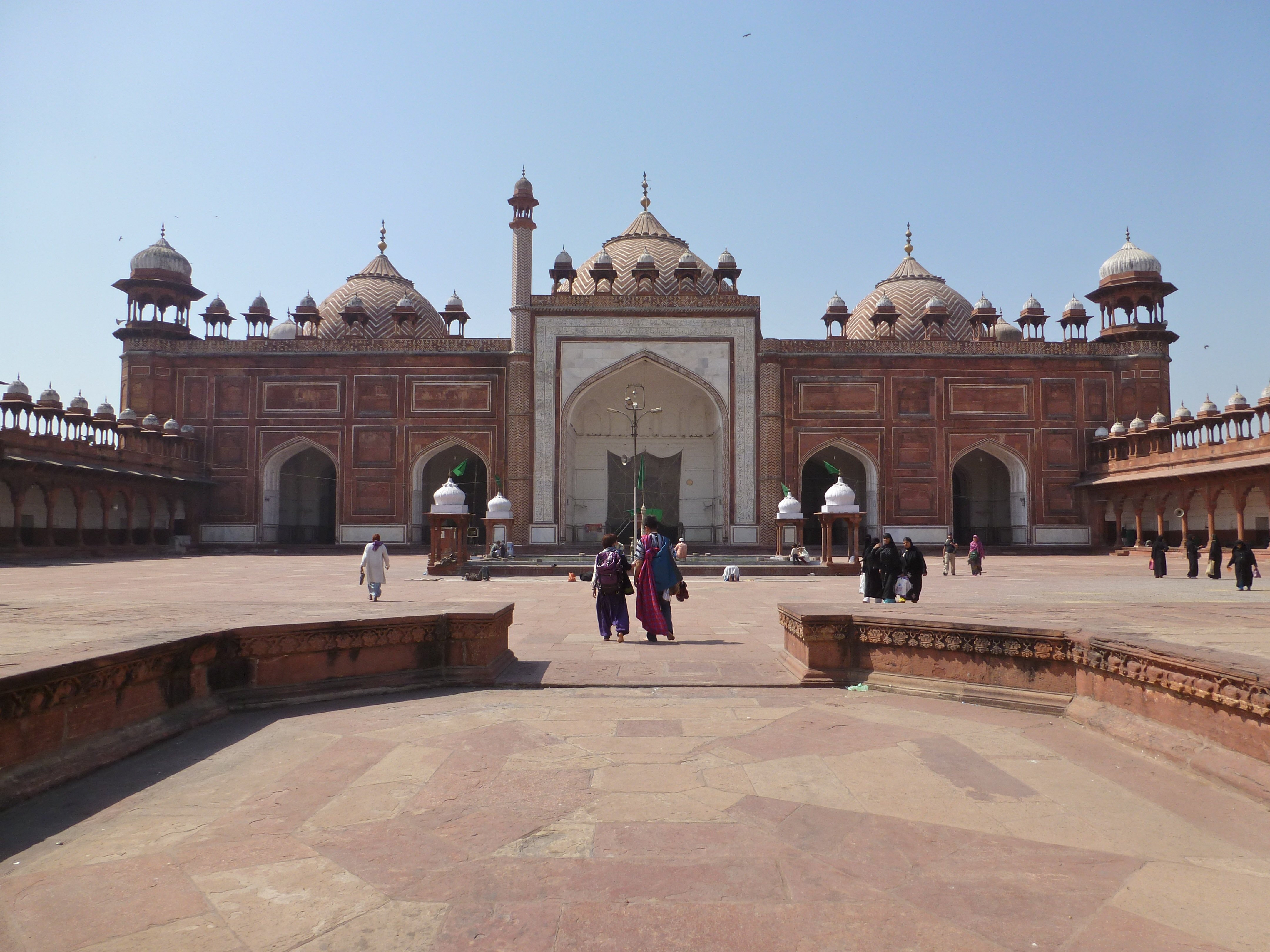
Jama Masjid, Agra

Die Jama Masjid (deutsch: ‚Freitagsmoschee‘) ist die Hauptmoschee der im indischen Bundesstaat Uttar Pradesh gelegenen Stadt Agra und ein Hauptwerk der Mogul-Architektur. Sie liegt in unmittelbarer Nähe des Roten Forts.

## Geschichte
Agra war mit Unterbrechungen von 1526 bis 1648 die Hauptstadt des Mogulreiches; vor allem der Großmogul Shah Jahan (reg. 1627–1658) stattete die Stadt mit repräsentativen Bauten aus – darunter fallen Erweiterungen im Bereich des Roten Forts und der Bau der Freitagsmoschee in den Jahren von 1645 bis 1648. Er widmete sie seiner unverheirateten Lieblingstochter Jahanara Begum, die wahrscheinlich die Organisation der Finanzen und einen Teil der Bauleitung übernahm.

## Architektur

### Moscheehof

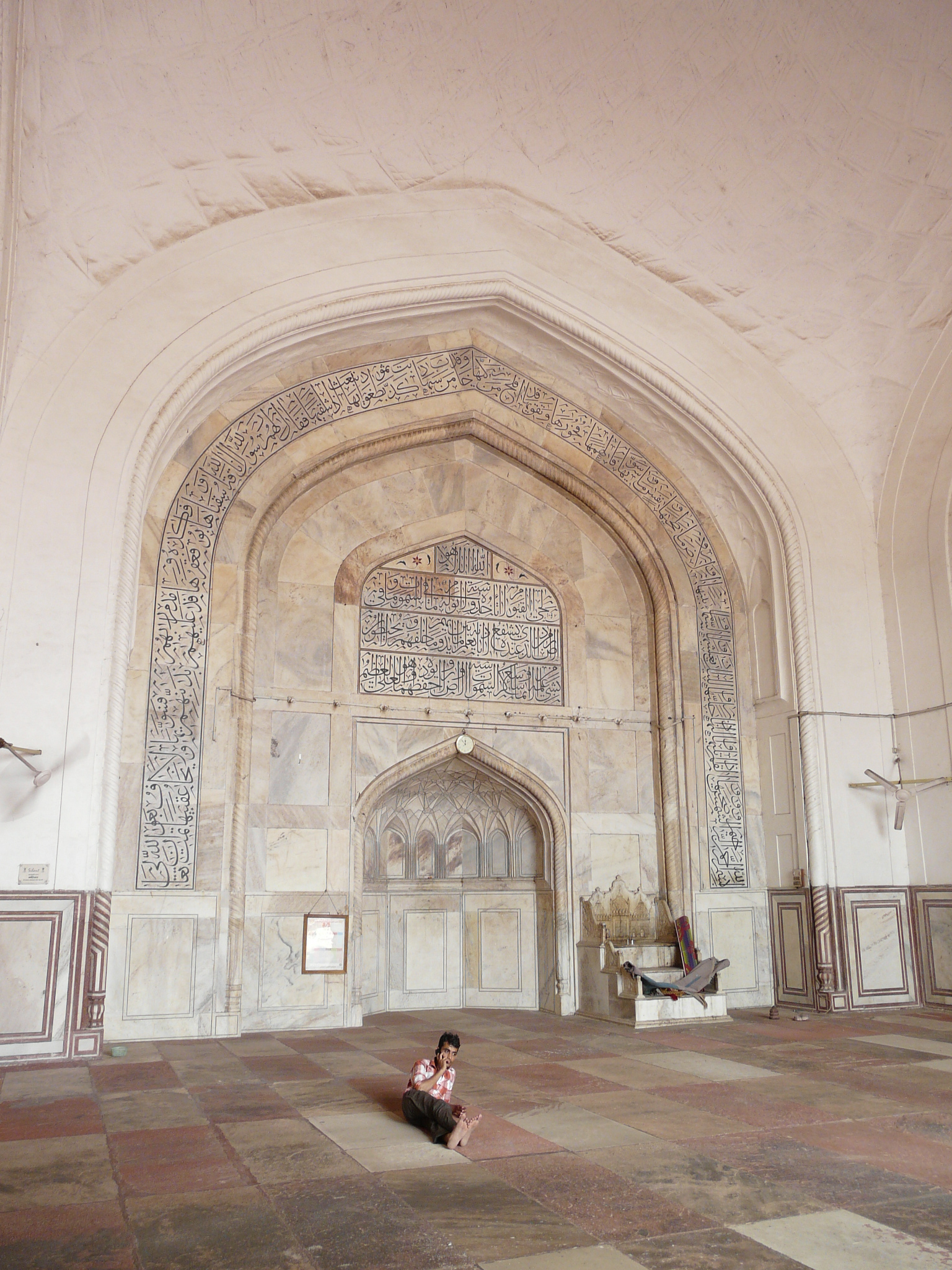
Mihrab-Nische und Minbar-Kanzel

Im Unterschied zu den meisten Moscheen Indiens ist der auf einem aufgeschütteten Unterbau befindliche und etwa 100 × 60 m messende Moscheehof (sahn) an der Ostseite weitgehend offen; links und rechts schließen sich etwa 10 m breite überdeckte Galerien (riwaqs) an, die von zahlreichen kleinen Zierpavillons (chhatris) mit Marmorkuppeln bekrönt werden. In der Hofmitte befindet sich ein flaches Brunnenbecken für die vom Koran (Sure 5,6) vor dem Gebet (salāt) vorgeschriebenen Waschungen (wudū'); in den vier Ecken des Beckens stehen ebenfalls Chhatris.

### Moschee
Der im Kern aus Ziegelsteinen gemauerte, aber mit rotem Sandstein und weißem Marmor aus Rajasthan verkleidete eigentliche Moscheebau befindet sich im Westen der Anlage; auf dem Dach erheben sich drei Kuppeln mit Zickzackornamenten und umgedrehten marmornen Lotosblüten, die jedoch von zahlreichen kleinen und zwei größeren Chhatris umstellt sind; ihre Spitze läuft in  einem Kugelstab (jamur) aus. Der Iwan-Bogen des Mittelportals ist fast zur Gänze mit weißem Marmor verkleidet. Zwei oktogonale seitliche Begleittürmchen mit Zickzackmustern (der obere Teil des rechten stürzte in den 1960er Jahren in sich zusammen und wurde bislang nicht wieder erneuert) bilden einen dekorativen und repräsentativen Rahmen für den nahezu quadratischen Pischtak. Die fünf Räume der Moscheehalle sind mit weißem Stuck verkleidet – Bögen und Innenkuppeln zeigen Muqarnas-Ornamente; innerhalb der Bögen befinden sich Seilstäbe mit herabhängenden Endstücken. Oberhalb der nach Mekka weisenden, aber eher schmucklosen Mihrab-Nische sowie in ihrer Umrahmung befinden sich inkrustierte Inschriften aus schwarzem Marmor; die Rückseite des Gebetssitzes (Minbar) für den Vorbeter (Imam) zeigt ein Marmorrelief der Moschee.